# Horst Ganea
Horst Ganea (* 21. Januar 1938 in Ploești, Große Walachei, Rumänien; † 28. April 2006 in Fürstenfeldbruck, Bayern) war ein rumäniendeutscher Maler, Grafiker, Karikaturist und Fotograf.

## Leben
Horst Viktor Ganea stammte aus einer traditionsgeprägten, bürgerlichen Familie, in der es mehrere bildende Künstler gegeben hat. So z. B. war ein Bruder seiner Mutter der aus Böhmen stammende Maler und Zeichner Eduard Carol Petržilka, der im südsiebenbürgischen Dorf Kerz (Cârța) und in Hermannstadt (Sibiu) lebte und dort auch als Kunstpädagoge tätig war. Ganeas Mutter, Hildegard Gärtner-Ganea, war ebenfalls Malerin, und sein Vater, Hans Viktor Ganea, von Beruf Optiker, war in Bukarest ein bekannter Kunstfotograf.
Nach dem Zweiten Weltkrieg übersiedelte die Familie aus Ploiești nach Bukarest, wo Horst Ganea zusammen mit seiner zwei Jahre jüngeren Schwester Erika aufwuchs und das Deutsche Gymnasium besuchte.
In Bukarest lernte er 1960 die aus Kronstadt Brașov stammende Marianne Bosch kennen, die hier an der Universität für Architektur und Stadtplanung Ion Mincu studierte. Marianne Bosch war, als sie 1951–1956 noch die Kurse der Kronstädter Volks-Kunstschule besuchte, eine Schülerin von Marianne Schmidt, Harald Meschendörfer und Adelheid Goosch.
Horst Ganea und Marianne Bosch heirateten 1964, Sohn Peter kam 1969 und Tochter Johanna 1971 zur Welt. Marianne Ganea wurde bald, nach der gemeinsamen Aussiedlung nach Deutschland, auch als Keramikerin und Gestalterin von Kleinplastiken bekannt.

## Tätigkeit
Noch in Bukarest entstanden Horst Ganeas erste Folgen von Karikaturen und humoristischen Skizzen, nachdem er bereits als Kind gern und viel gezeichnet hatte. Ein prägendes Erlebnis regte ihn dann, während einer Reise nach Frankreich an, selbst Maler zu werden. Es war – nach eigener Darstellung – 1983 in Montmartre (Paris) die zufällige Begegnung mit einem griechischen Künstler, vermutlich Dimitrios Farmakopoulos, „der in einer Stunde die Kirche Sacré-Cœur de Montmartre spachtelte. Ich sah ihm bei der Arbeit zu“, erinnert sich Ganea, „und dachte mir: Was der in einer Stunde macht, kannst du vielleicht in fünf Stunden auch machen. So entstand mein erstes Ölgemälde.“ Es war eine Dorfansicht mit Kirche – „Schöngeising“.
Ganea entschloss sich ab dann, Bildmotive nicht nur, wie bisher, zu fotografieren, sondern auch zu malen, und er belegte weiterbildende Kurse – Akt- und Porträtzeichnen – an der VHS Fürstenfeldbruck.
Durch die Bekanntschaft mit dem Arzt und Kunstmaler Eckbert Nocke wurde Horst Ganea in eine Schwabinger Künstlergruppe aufgenommen und zeigte 1983 seine erste Eigenausstellung in Großhadern, die zu einem „überraschenden Erfolg“ wurde, wie der Künstler später berichtete. Das Malerpaar Henriette und Ewald Hense, das Ganea inzwischen kennenlernte, vermittelte ihm weitere Kontakte zu deutschen Künstlern.
Zwei Jahre nach seiner Retrospektivausstellung 2004 in Ebersberg verstarb er an einer unheilbaren Krankheit.
Eine große Retrospektive – 2010 in der Rathaus-Galerie Ebersberg – erinnerte noch einmal an das thematisch vielfältige Werk des 2006 verstorbenen Künstlers.
Arbeiten von Horst Ganea befinden sich in verschiedenen Sammlungen in Deutschland, Österreich, Dänemark, Italien, Ungarn und Rumänien.

## Mitgliedschaften
- 1983 „Aktzeichnergruppe“, München
- 1996 „Shop-Art“-Gruppe, München
- 1999 Künstlergruppe „artig e.V.“ Kempten (Allgäu)

## Ausstellungen (Auswahl)
- 1984 Galerie Großhadern Großhadern
- 1985 „Akt Aktuell“, München
- 1986 „7. Kunstausstellung des Landkreises“, Fürstenfeldbruck
- 1996 Klassik-Galerie, Germering
- 2001 Galerie „Ameise“, Maisach (b. München)
- 2001 7. Gemeinschaftsausstellung „Kunst und Handwerk im Stadl“, Anzhofen/Maisach
- 2002 Galerie im Haus des Deutschen Ostens (HDO), München, Gemeinsame Werkschau mit Marianne Ganea
- 2003 Stadtsparkasse Fürstenfeldbruck, Frühlingsausstellung „Gegenstand und Abstraktion im Wettstreit“
- 2004 Rathaus-Galerie Ebersberg, zusammen mit Marianne Ganea
- 2010 Rathaus-Galerie Ebersberg, Retrospektive „In Memoriam Horst Ganea“